# Quelque chose en lui de Bartleby
Quelque chose en lui de Bartleby est un récit de l'écrivain Philippe Delerm paru en 2009 sur les réflexions et les balades dans Paris d'un employé de bureau nommé Arnold Spitzweg.

## Présentation et contenu
Arnold Spitzweg est ce qu'on peut considérer comme un Français moyen, à l'aise dans sa condition, sans grande ambition donc, célibataire bien qu'il ait vécu quelque temps avec "Clémence Dufour". Il aime ce Paris un peu désuet des petits troquets où la vie de quartier s'épanouit encore, même s'il éprouve une certaine nostalgie pour son Alsace natale et son village "Kentzheim".
Arnold Spitzweg -"Spitz" le sommet et "weg" le chemin, « quelque chose comme le chemin de crête » commente son ami Dumontier- a longtemps entretenu avec l'ordinateur des rapports distants et même difficiles. « Vous y viendrez, vous verrez » pronostiquait son amie Jeanne Corval. Elle avait raison.
À Dumontier qui glose sur les blogs qui fleurissent maintenant, il répond d'un air satisfait : « Je tiens mon blog depuis un mois. » Stupéfaction de son entourage. Pourtant, Arnold Spitzweg est plutôt un contemplatif, observant les gens, ce qui se passe autour de lui, sans cesse en éveil, « je ne sais pas ce que c'est que l'ennui » disait-il avec fierté.
Ce Bartleby dont il est question dans ce récit et dans le titre a effectivement un "petit quelque chose d'Arnold", commis aux écritures rêvassant à sa fenêtre, mais lui s'autorisait quelques douceurs comme de fumer de temps en temps  un cigare au Luxembourg ou de lire, détendu, son journal à la terrasse du Rouquet.
Et ce qui est incroyable, c'est que son blog Antiaction.com -un titre qui est déjà une profession de foi- rencontre un succès phénoménal et qui ne semble pas se démentir. Après les commentaires élogieux de son blog sur "France-Inter", il sort vraiment de l'anonymat. Il connut un succès tel que même son amie d'enfance Hélène Wohleber-Necker dont il a jadis été très amoureux, s'intéresse à lui maintenant. Arnold Spitzweg aime flâner dans Paris, le long du canal Saint-Martin jusqu'au bassin de la villette par exemple ou remonter la rue Oberkampf jusqu'à Ménilmontant. C'est ce qu'il écrit dans son blog, décrivant, livrant ses impressions, un blog qui est dans l'air comme in est dans l'air du temps. Un important éditeur lui a même proposé de le publier mais, se demanda-t-il, « fallait-il exister en-dehors de soi ? » Décidément, non. Désormais, il veut écrire uniquement pour lui, au nom de "ce quelque chose en lui de Bartleby".
Philippe Delerm dissèque aussi ces petits riens qui sont sa spécialité, les relations si anodines au premier regard entre Arnold Spitzweg et ses amis du bureau.

## Commentaires et critiques
« Le roman de Delerm pose comme sujet de réflexion, le besoin moderne de s’exprimer, le besoin de reconnaissance, la valorisation du petit fait quotidien, mais ne fait que poser la réflexion, à nous d’aller plus loin. Faut-il ou non succomber au monde moderne, à ces nouveaux moyens d’expression, à cette reconnaissance médiatique ? » voir le site 
« Mais qu'est-ce qu'ils ont tous avec Bartleby ? », Le Nouvel Observateur du 27 août 2009

## Sélection bibliographie
- "Autumn (roman)", Éditions du Rocher, 1988, prix Alain-Fournier ;
- "Dickens, barbe à papa et autres nourritures délectables", Gallimard, 2005,  (ISBN 2-07-076760-4);
- "La Tranchée d'Arenberg et autres voluptés sportives", éditions Panama, 112 pages, 2007;
- "Ma grand-mère avait les mêmes", Éditions Points, collection Le goût des mots,  (ISBN 978-2-7578-0837-5).